# Живият труп
„Живият труп“ (на руски: Живой труп) е пиеса от Лев Толстой, написана през 1900 г., но публикувана посмъртно. Въпреки факта, че сюжетът на произведението достига своя логичен завършек, той не може да се счита за завършен. Авторът спира работата по пиесата, оставяйки я на чернова. Всичко това се потвърждава от писмото, което писателят пише на 12 декември 1900 г. до писателя В. Чертков: „Драма, която написах грубо на шега или по-скоро пакост, но сега не мисля да я завърша или отпечатам, много се съмнявам, че съм направил нещо“.
Поводът за написването на произведението е процесът на развод и фалшивата смърт на майката на Николай Суханов, която баща му урежда на брега на река Софийск, за да се разведе законно и да даде възможност на жена си да се омъжи повторно. Измамата е разкрита и двойката е осъдена на седем години затвор или една година затвор.

## Сюжет
Централният герой на пиесата, Фьодор Протасов, страда от убеждението, че съпругата му Елизавета никога не е правила избор между него и Виктор Каренин, който също иска да се ожени за нея. Иска да се самоубие, но няма смелост. Бягайки от живота си, той попада на циганите и започва връзка с певицата Маша. Родителите на Маша обаче не одобряват връзката им и тя също бяга от този живот. Протасов отново иска да се самоубие, но няма сили да го направи.
В същото време съпругата му, мислейки, че Протасов е мъртъв, се омъжва за друг мъж. Когато Протасов се появява, той е обвинен в двуженство и организиране на изчезването си. Явява се в съда, за да даде показания, а жена му не знае, че е жив. В резултат на това тя или ще трябва да се откаже от новия си съпруг, или да бъде заточена в Сибир. Протасов се самоубива. След това съпругата му признава, че винаги го е обичала.